# District de Tikamgarh
Le district de Tikamgarh  (hindi : टीकमगढ़ जिला) est un district  de l'état du Madhya Pradesh, en Inde,

## Géographie
Au recensement de 2011, sa population compte 1 446 554 habitants.
Son chef-lieu est la ville de Tikamgarh. 